# Tezno
Tezno je prigradsko naselje grada Maribora u Sloveniji blizu granice s Austrijom. U Teznom se nalazi veliki prometni rotor, koji je sagrađen na mjestu ogromne masovne grobnice, najveće u Europi.  Tamo su nakon završetka Drugog svjetskog rata jugokomunisti počinili democid uglavnom nad hrvatskim ratnim zarobljenicima i civilima (Pokolj u Teznom). 